# Terre Roveresche
 (juillet 2022).
Terre Roveresche est une commune italienne de 5 238 habitants située dans la province de Pesaro et d'Urbino dans la région des Marches.
Il s'agit d'une municipalité dispersée, créée le 1er janvier 2017 , née de la fusion des municipalités de Barchi, Orciano di Pesaro, Piagge et San Giorgio di Pesaro. 
Les quatre communes soumises à la fusion ont été éteintes et constituées simultanément, en application de l'article 30 du statut communal, en tant que communes de Terre Roveresche.

## Communes et hameaux
Le territoire communal s'étend sur un total de 70,37 km2 et se compose de quatre communes (les territoires des quatre anciennes communes) et de leurs fractions respectives, pour un total de 17 centres habités et agglomérations plus petites. 
Le siège de la municipalité dispersée de Terre Roveresche est situé à Orciano di Pesaro. Les bureaux municipaux sont situés dans les bureaux des quatre municipalités et dans chacune d'elles se trouve un bureau fonctionnel pour le citoyen.
La commune de Terre Roveresche est bordée au nord par Colli al Metauro, Cartoceto et Fano, à l'est par San Costanzo, au sud par Mondavio et Monte Porzio, et à l'ouest par Fratte Rosa et Sant'Ippolito. L'altitude de la commune est assez variable, allant de 30 m d'altitude de Cerbara (dans la municipalité de Piagge) sur la rivière Metauro à 319 m à Barchi.

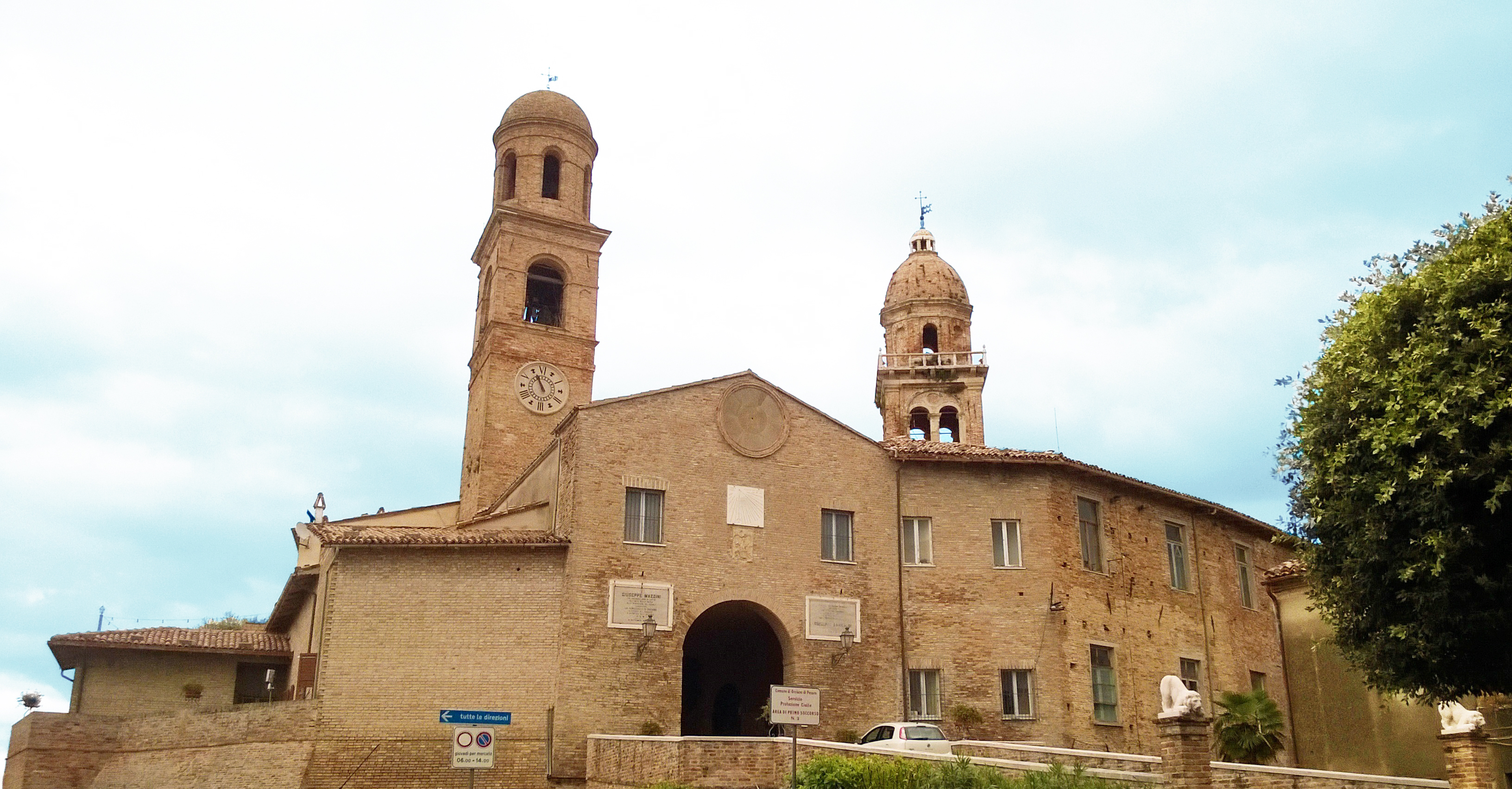
Entrée au château d'Orciano di Pesaro.

La commune dispersée de Terre Roveresche est organisée en quatre communes et leurs hameaux respectifs :
Barchi, avec 967 habitants, est la plus petite commune des quatre et s'étend au sud-ouest d'Orciano. Le centre habité de Barchi culmine à 319 m au-dessus du niveau de la mer ; l'intérêt particulier du centre historique, conçu au XVIe siècle par l'architecte Filippo Terzi, est l'église paroissiale de la Très Sainte Résurrection. Il comprend les hameaux de San Bartolo, Vergineto et Villa del Monte.
La commune d'Orciano di Pesaro, avec 2028 habitants, est la plus peuplée des quatre communes. Elle est le siège des bureaux administratifs de la nouvelle commune. Le centre historique est caractérisé par deux tours, symboles de la ville, entourées d'anciennes murailles. 
On notera l'église de Santa Maria Novella dans le centre historique, la tour des Malatesta et le Palazzo di Montebello. Dans le hameau de Schieppe, se trouve une zone artisanale qui, avec Cerbara di Piagge, forme la zone de production industrielle et artisanale de la commune dispersée. 
Il comprend les hameaux de Schieppe, Montebello et Rupoli.
La commune de Piagge, avec 1022 habitants, est la plus septentrionale, ainsi que la plus proche de la mer et des villes de Fano et Pesaro . 
Historiquement elle semble être la plus ancienne puisque sa fondation remonte peut-être avant l'époque romaine, où elle avait pour nom : "Lubacaria". 
Le centre historique est particulièrement intéressant avec ses anciens murs médiévaux et la Piazza della Torre et la Grotte de l'Hypogée : une ancienne basilique paléochrétienne creusée à 7 mètres de profondeur sous les murs. 
Piagge est la commune qui a la plus forte densité de population et dont l'altitude varie de 30 m d'altitude, où se trouve le hameau de Cerbara, contenant une zone artisanale, jusqu'à 220 m au point le plus haut. Il comprend les hameaux de Cerbara, Montale et San Filippo.
San Giorgio di Pesaro, avec 1388 habitants, est la deuxième commune la plus peuplée parmi les quatre ; le centre habité s'étend sur des crêtes vallonnées, dans une position panoramique, entre la mer à l'Est et les ailes des Apennins à l'Ouest. 
Le premier document écrit concernant le territoire de San Giorgio di Pesaro remonte à 777 et, c'est une bulle papale qui nomme le château (ville entourée de murs) de Poggio. Un autre document est de l'année 875 qui mentionne à la fois le château de Poggio et celui de San Giorgio. 
Le centre historique est caractérisé par un ancien mur d'origine médiévale, d'un intérêt particulier sont les différentes églises de la région. Il comprend les hameaux de Montecucco, Poggio, Sacramento et Spicello.

## Procédure de constitution de la commune
Le 20 septembre 2016, l'Assemblée législative de la région des Marches a approuvé la convocation d'un référendum consultatif  sur le projet de loi no. 82/2016 , concernant la création d'une nouvelle commune par la fusion des communes de Barchi, Orciano di Pesaro, Piagge et San Giorgio di Pesaro, établissant la question référendaire suivante : " Voulez-vous qu'une nouvelle commune soit créée par la fusion des communes de Barchi, Orciano di Pesaro, Piagge et San Giorgio di Pesaro ? ". Le référendum a été fixé dans les quatre communes concernées, par décret du président de la région des Marches Luca Ceriscioli , pour le 13 novembre 2016, du 7 au 23.
| Résultats du référendum consultatif | Résultats du référendum consultatif | Résultats du référendum consultatif | Résultats du référendum consultatif | Résultats du référendum consultatif | Résultats du référendum consultatif |
|                                     | Barchi                              | Orciano de Pesaro                   | Piaggé                              | San Giorgio de Pesaro               | Total                               |
| ----------------------------------- | ----------------------------------- | ----------------------------------- | ----------------------------------- | ----------------------------------- | ----------------------------------- |
| Électeurs                           | 907                                 | 1817                                | 869                                 | 1265                                | 4858                                |
| Votants                             | 418                                 | 759                                 | 453                                 | 673                                 | 2303                                |
| Participation                       | 46,09 %                             | 41,77%                              | 52,13%                              | 53,20%                              | 47,41 %                             |
| Oui                                 | 346 83,37 %                         | 625 82,67 %                         | 283 63,60 %                         | 482 72,92 %                         | 1736 76,24 %                        |
| Non                                 | 69 16,51 %                          | 131 17,26 %                         | 162 35,76 %                         | 179 26,60 %                         | 541 23,49 %                         |
| Votes blancs                        | 1                                   | 2                                   | 4                                   | 7                                   | 14                                  |
| Votes nuls                          | 2                                   | 1                                   | 4                                   | 5                                   | 12                                  |

Le projet de loi n. 82/2016  a été approuvée par résolution législative le 6 décembre 2016 , puis convertie en loi régionale no. 28/2016 et publié dans le BUR de la Région des Marches n. 134 du 7 décembre 2016  . Cette loi régionale prévoit la création d'une commune unique appelée Terre Roveresche à partir du 1er janvier 2017, par la fusion des communes de Barchi, Orciano di Pesaro, Piagge et San Giorgio di Pesaro.

## Société

### Évolution démographique
Modèle:Demografia/Terre Roveresche

### Ethnies et minorités étrangères
Selon les données ISTAT au 1er janvier 2021, la population résidente étrangère était de 238  personnes et représentait 4,6% de la population résidente. Les principales populations étrangères sont originaires des pays suivants :
1. Maroc, 40 (16,81%)
2. Roumanie, 29 (12,18 %)
3. Albanie, 19 (7,98%)
4. Pays- Bas, 18 (7,56%)
5. Allemagne, 13 (5,46%)
6. Moldavie, 11 (4,62 %)
7. Nigéria, 10 (4,20 %)
8. Pologne, 10 (4,20%)

## Musées
Dans la commune de Terre Roveresche, il y a quatre musées, un pour chaque commune :
- Grotte - Hypogée de Piagge
- Musée d'histoire de l'environnement MuSa - San Giorgio di Pesaro
- Musée de la corde et de la brique - Orciano di Pesaro
- Musée Orci e Orciai et de la Banda Grossi - Barchi

## Administration
À la suite de la fusion, chaque commune de Terre Roveresche est dotée d'un conseil municipal, formé d'un pro-maire et de deux consulteurs, voté par les citoyens avec un scrutin spécifique et distinct en même temps que l'élection municipale, et ensuite nommé par le conseil municipal . Ce sont des personnalités qui ont pour fonction de signaler les besoins des citoyens à l'administration communale ; ils ont droit de parole et de rédaction des procès-verbaux, mais non de vote, lors des séances du conseil municipal.

### Galerie d'images

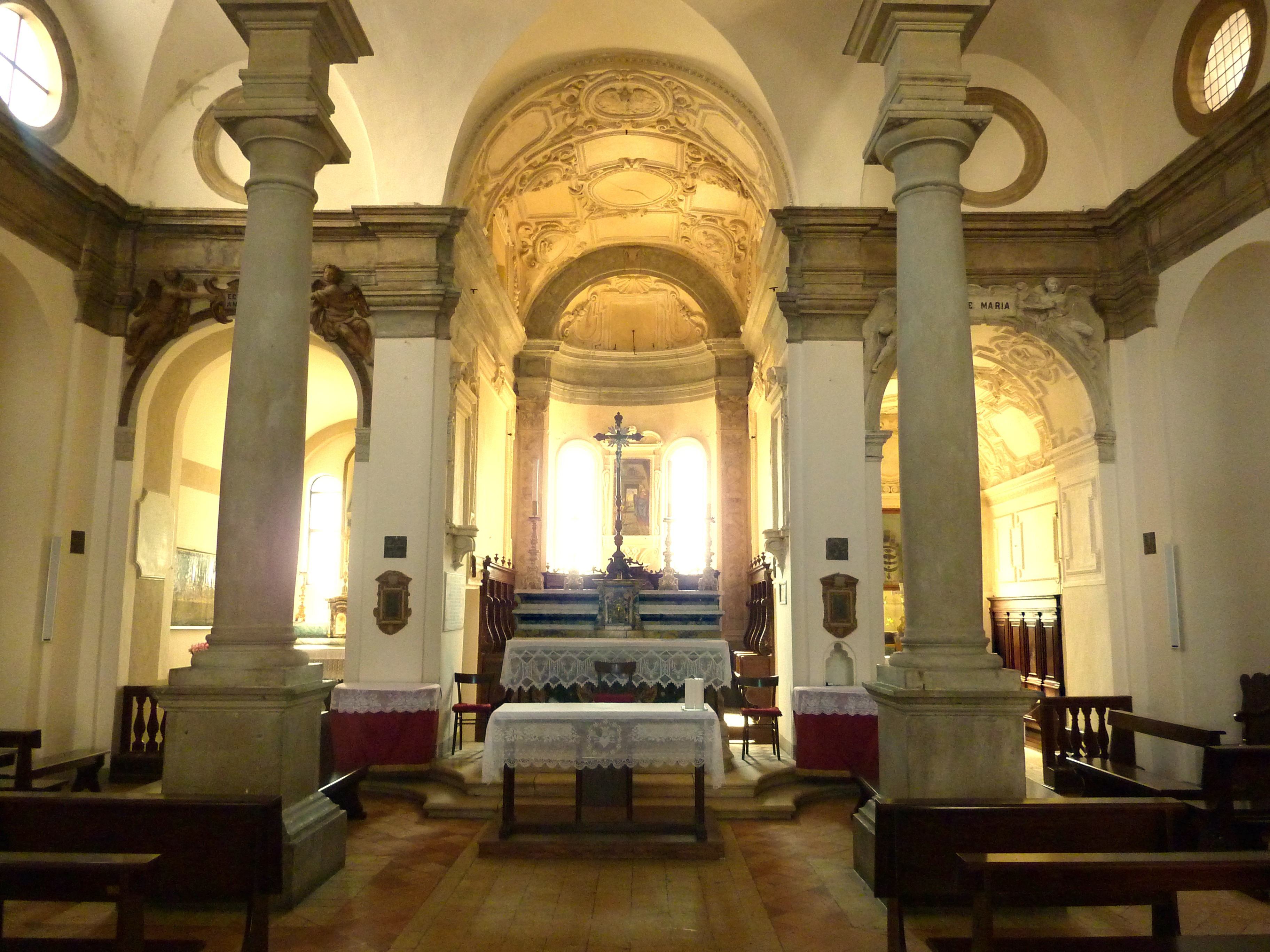
Intérieur de l'église de Santa Maria Nuova à Orciano
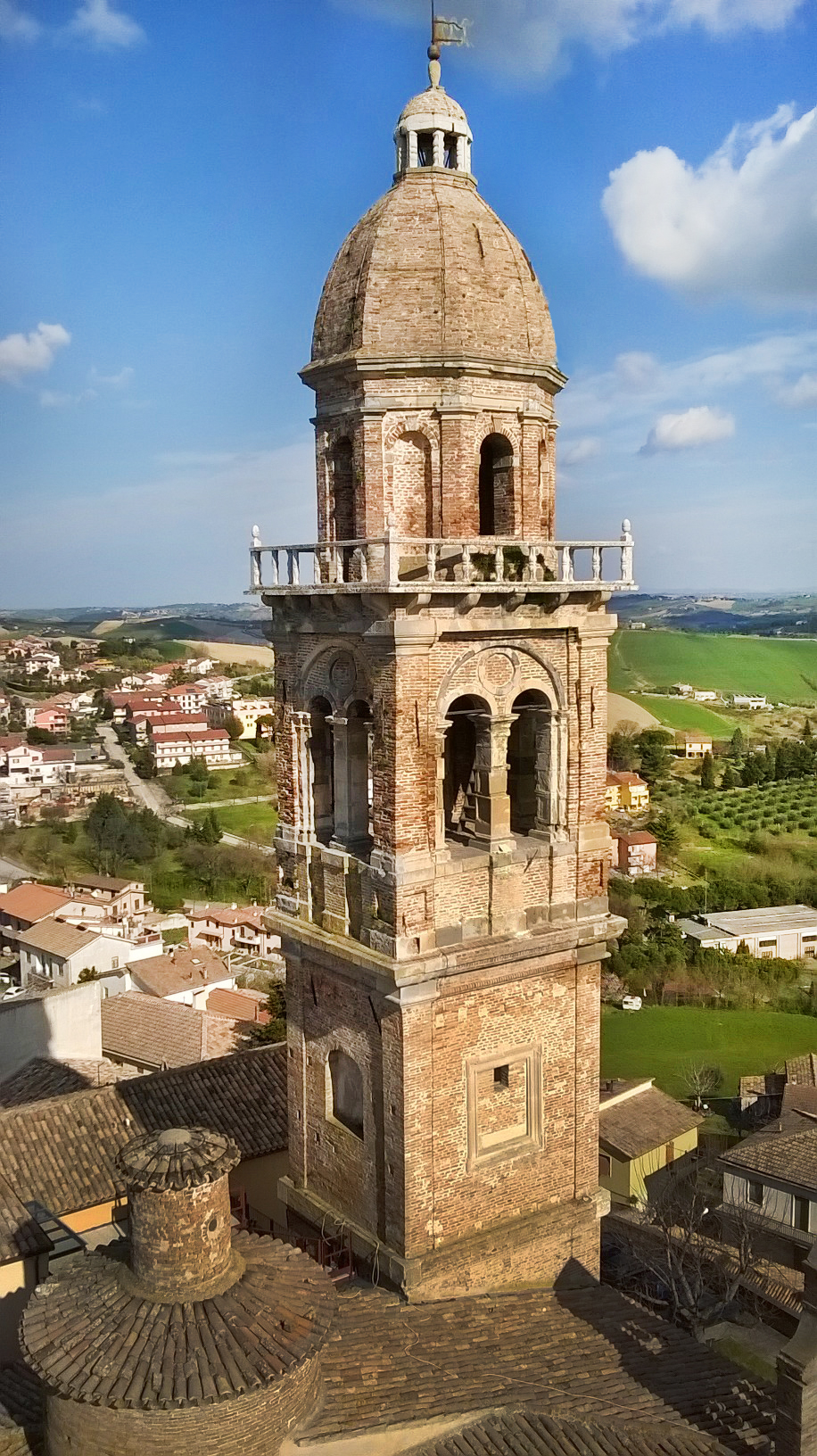
Tour Malatesta d' Orciano
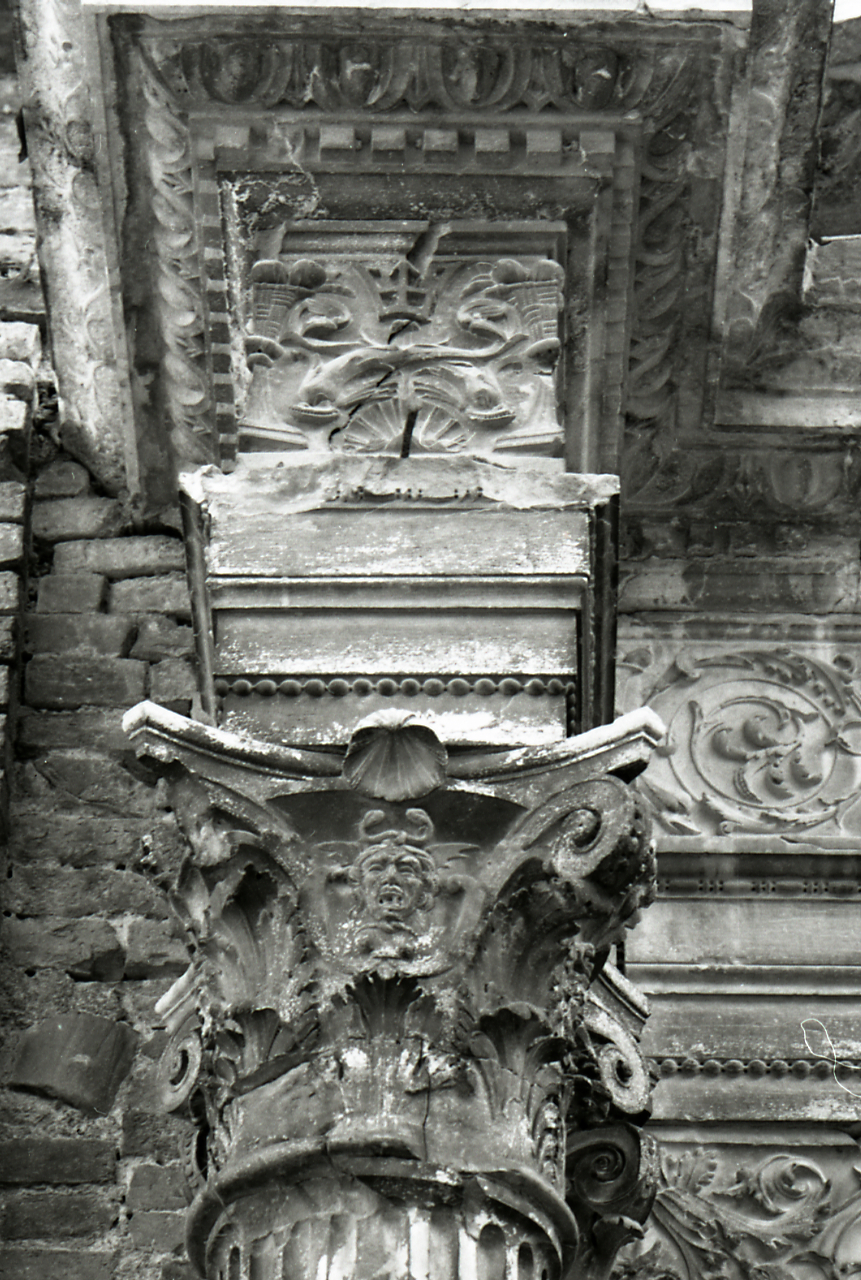
Détail du portail de l'église de Santa Maria Nuova à Orciano, attribué à Raffaello Sanzio, sur une photo de Paolo Monti de 1969
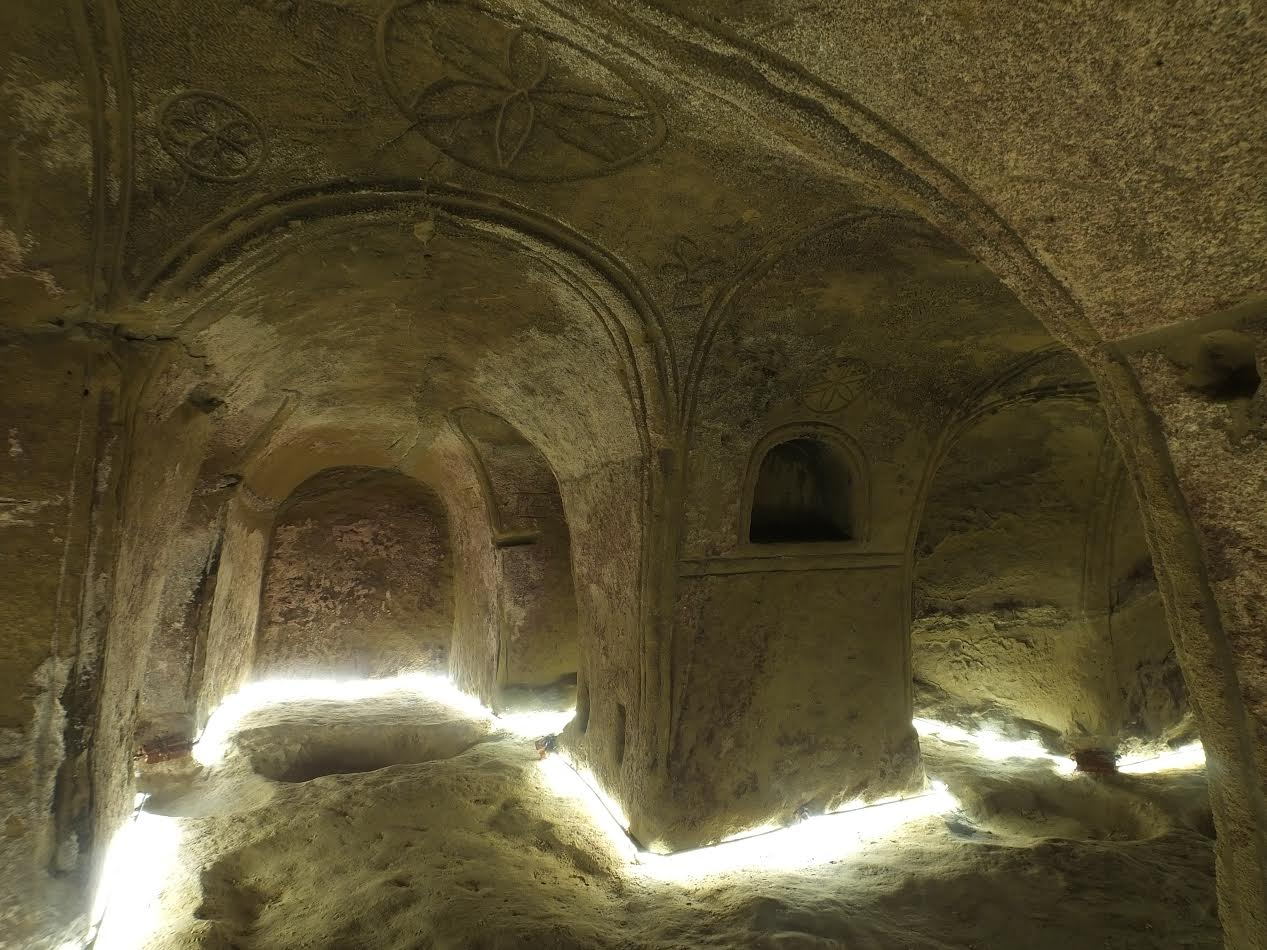
Hypogée de Piagge
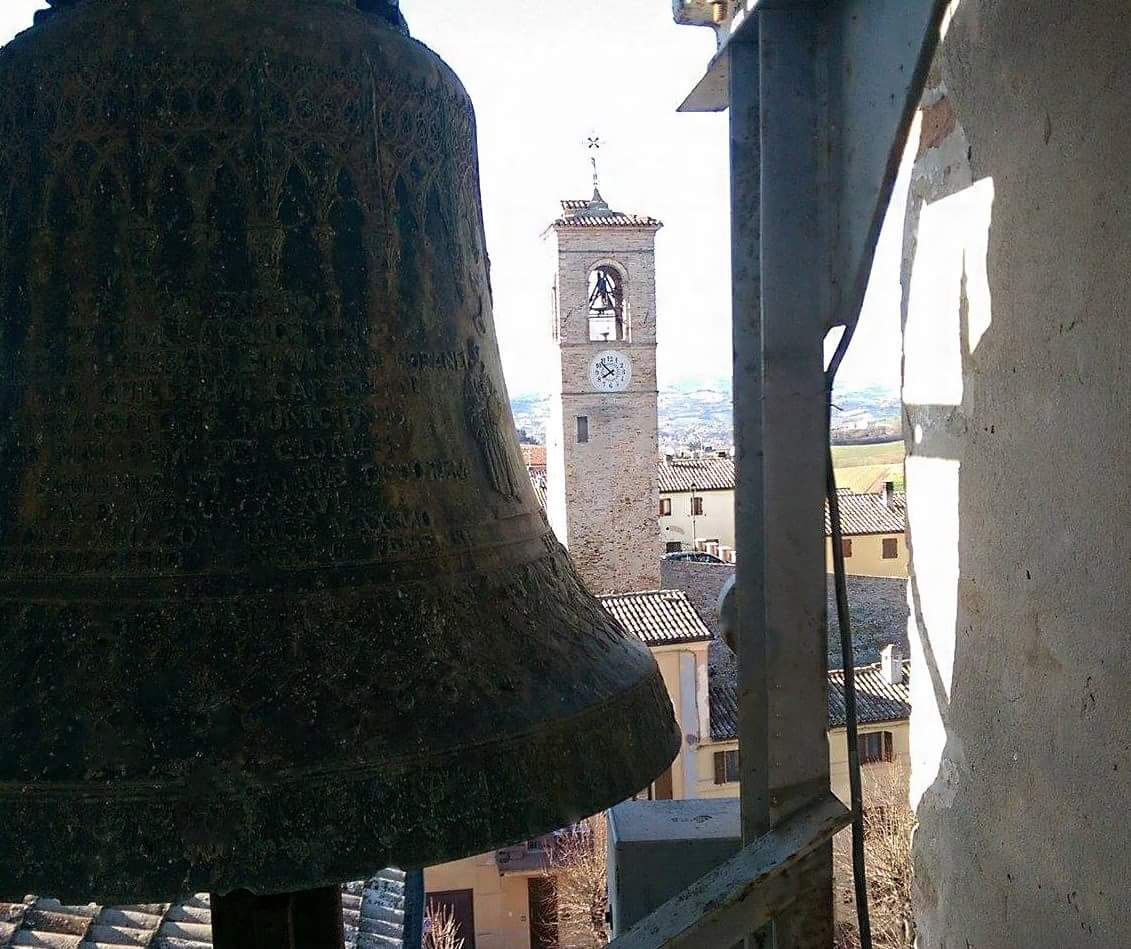
Tour civique de Piagge vue du clocher de l'église paroissiale de S. Lucia
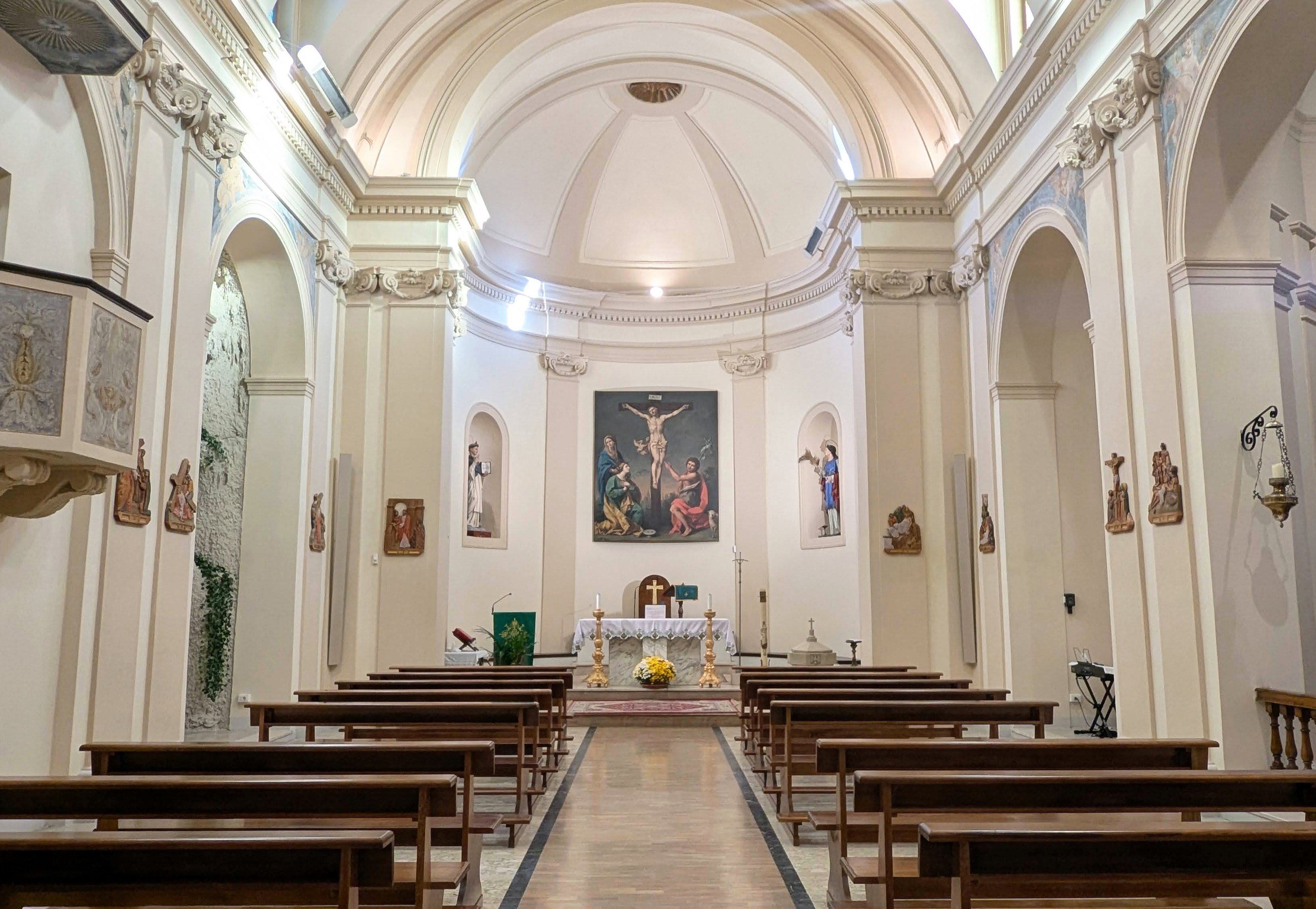
Intérieur de l'église paroissiale de Santa Lucia di Piagge
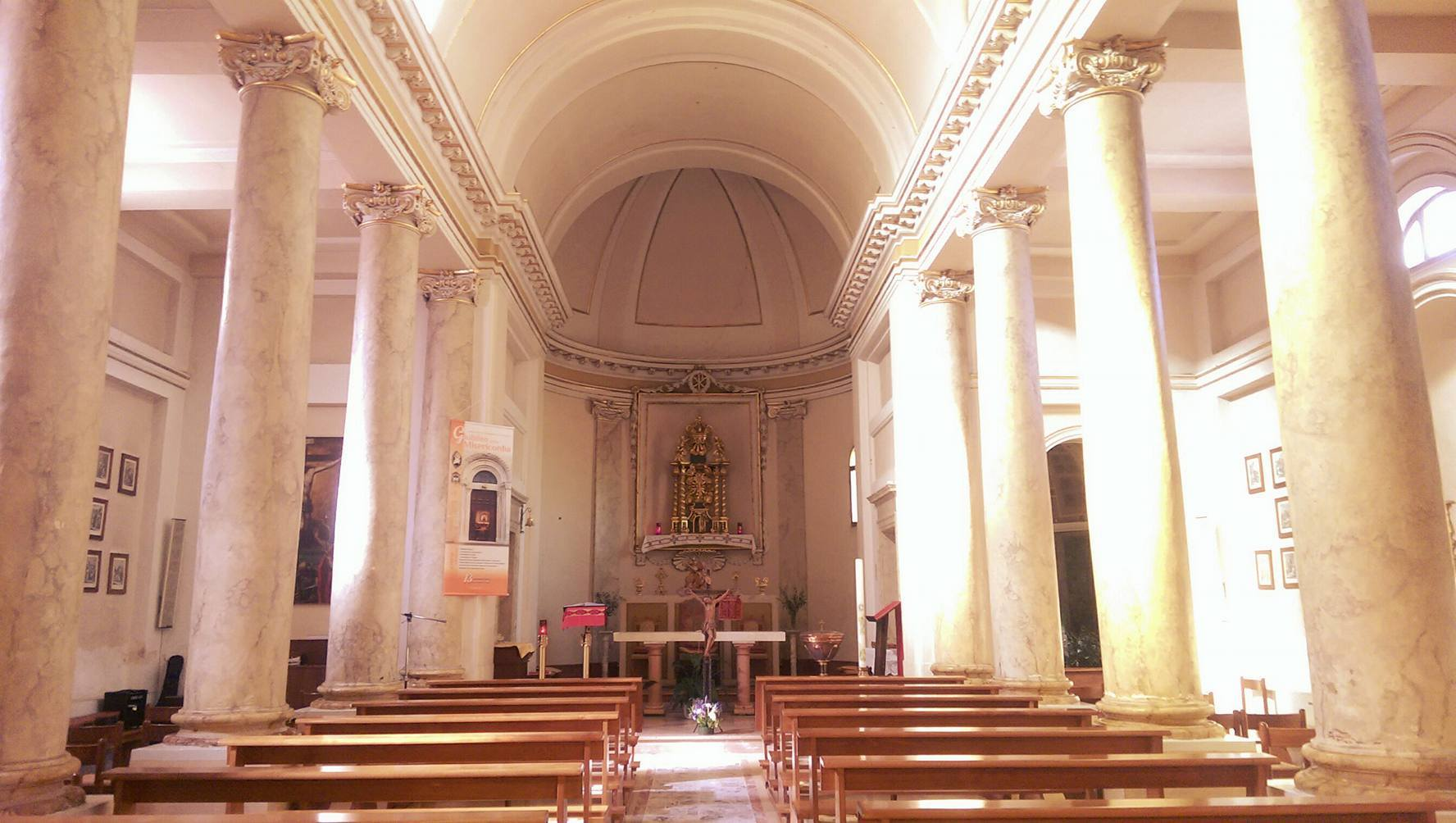
Intérieur de l'église paroissiale de San Giorgio